# Ellen Schwanneke

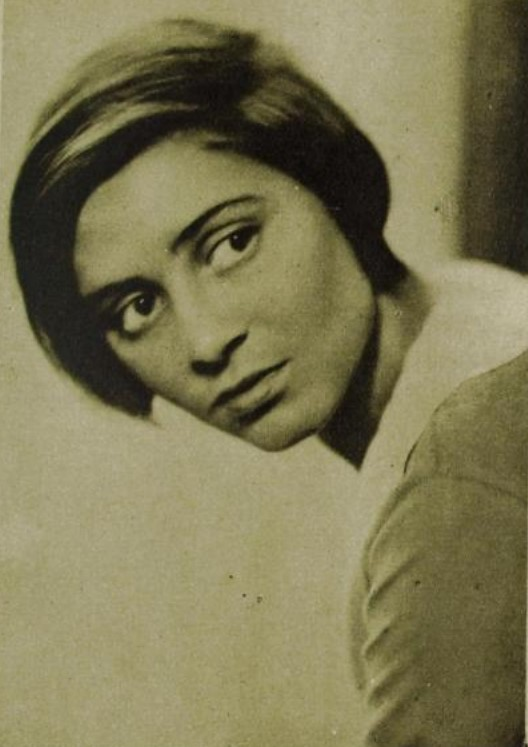
Ellen Schwanneke, etwa 1931 (Fotograf E. Bieber, Berlin)

Ellen Victoria Schwanneke (* 11. August 1907 in Berlin; † 17. Juni 1972 in Zürich) war eine deutsche Schauspielerin.

## Leben
Die Tochter des Schauspielers Victor Schwanneke wuchs in München auf, wo ihr Vater nach dem Ersten Weltkrieg Intendant des Bayerischen Staatstheaters war. Bereits im Alter von 16 Jahren wurde sie Volontärin an den Münchner Kammerspielen.
Sie agierte zunächst bei Wanderbühnen, mit denen sie durch Europa zog. Ihr erstes festes Engagement erhielt sie an den Hamburger Kammerspielen bei Erich Ziegel und ging dann mit ihrem Vater nach Berlin, wo sie an verschiedenen Kleinkunstbühnen auftrat, darunter auch am ‘Tingel-Tangel’. Friedrich Hollaender engagierte sie im Dezember 1931 für seine Kabarett-Revue „Allez hopp!“. Sie nahm auch zwei Schellackplatten mit Kleinkunst-Vorträgen auf.
Sie debütierte 1931 vor der Filmkamera als Ilse von Westhagen in Mädchen in Uniform und trat 1932 in Asta Nielsens einzigem Tonfilm Unmögliche Liebe auf, in welchem sie und Ery Bos die beiden Töchter der Hauptdarstellerin spielten. Danach wirkte sie noch in weiteren deutschen Spielfilmen mit. 1937 emigrierte sie nach Wien. Nach dem „Anschluss Österreichs“ floh sie 1939 über die Schweiz in die Vereinigten Staaten, wo sie den US-amerikanischen Schauspieler und Regisseur William Castle kennenlernte, der sie – nachdem er sie medienwirksam vermarktete – mehrfach in Theaterproduktionen besetzte. 1943 wirkte sie auf Oscar Tellers Kleinkunstbühne „Arche“ in Richard Beer-Hofmanns Stück Jaákobs Traum mit. 1946 trat Schwanneke in Buenos Aires an P. Walter Jacobs "Freier Deutscher Bühne" in mehreren Theaterstücken auf, so in der Titelrolle von G. B. Shaws Die heilige Johanna.
1944 wurde sie amerikanische Staatsbürgerin. Nach Kriegsende ließ sie sich in der Schweiz nieder, trat noch in dem Film Morgen ist alles besser auf und spielte Theater. Gastspielreisen führten sie auch wieder nach Frankfurt/Main und Berlin.
Schwanneke war verheiratet mit dem Schauspieler Otto Dewald (1906–1974). Ihre Schwester Inge (1914–1988) wurde ebenfalls Schauspielerin.
Sie fand auf dem Friedhof Nordheim ihre letzte Ruhestätte. Ihre Grabstätte wurde aufgehoben.

## Filmografie

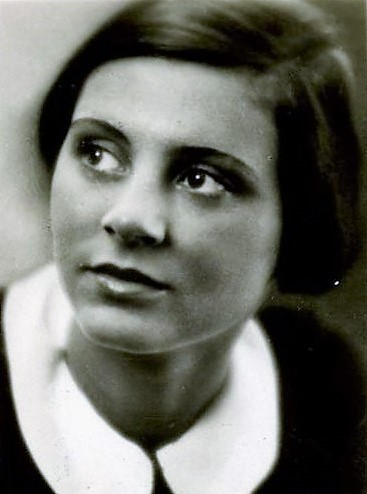
Ellen Schwanneke (1930er). Fotografie: Zander & Labisch

Spielfilme (nach Datum der Uraufführung)
- Mai 1931: Kinder vor Gericht
- November 1931: Mädchen in Uniform
- Dezember 1931: Kadetten
- Mai 1932: Ein toller Einfall
- Dezember 1932: Unmögliche Liebe / Vera Holgk und ihre Töchter
- November 1935: Königswalzer
- September 1936: Arme kleine Inge
- Dezember 1937: Kein Wort von Liebe
- Dezember 1948: Morgen ist alles besser.

Fernsehfilme (nach Datum der Erstsendung in der deutschsprachigen Schweiz)
- Februar 1961: Charleys Tante
- April 1962: Reizende Leute
- September 1963: Der Mustergatte.

## Schallplattenaufnahmen
Camilla Spira, Ellen Schwanneke, Arthur Schröder. An zwei Flügeln: Rudolf Nelson und Hans Sommer.

Moderne Elternerziehung, aus der Revue Der rote Faden. Text: Marcellus Schiffer, Musik: Rudolf Nelson.

Aufgenommen am 17. März 1930 in Berlin, Beethovensaal. Electrola E.G. 1844 (Matrizennummer BLR 6170-2)
Ellen Schwanneke. Am Flügel: Günter Neumann.

Ich freu' mich so / Abschied auf dem Bahnhof. Text und Musik: Günter Neumann.

Aufgenommen am 25. August 1933 in Berlin, Singakademie. Telefunken unveröffentlicht (Matrizennummern 19258 und 19259)
Ellen Schwanneke und Erwin Hartung mit Orchester und Quartettgesang, Dirigent: Hans Bund.

Schnurren und Moritaten (rührselige Begebenheiten). Teil 1 und 2.

Aufgenommen am 2. September 1933 in Berlin, Singakademie. Telefunken A 1473 / TA 199 (Matrizennummern 19277-1 und 19278-1).